# Acordo de Dayton
O Quadro Geral para a Paz na Bósnia e Herzegovina, também conhecido como Acordo de Dayton ou Acordos de Dayton (em servo-croata: Dejtonski mirovni sporazum; Дејтонски мировни споразум) e coloquialmente conhecido como o Dayton (em croata: Dayton; em bósnio: Dejton; em sérvio: Дејтон) é o acordo de paz que pôs fim à Guerra da Bósnia, um conflito armado que durou três anos e meio e fez parte da Guerra Civil Iugoslávia. Foi assinado em 21 de novembro de 1995 em Dayton, Ohio, Estados Unidos, na Base Aérea Wright-Patterson. Foi reassinado cerimonialmente em Paris, França, em 14 de dezembro de 1995.
As partes beligerantes concordaram com a paz e com um único Estado soberano conhecido como Bósnia e Herzegovina, composto por duas partes: a República Sérvia, predominantemente sérvia, e a Federação da Bósnia e Herzegovina, predominantemente croata e bósnia. A Bósnia e Herzegovina assinou o tratado de controle de armas relacionado, o Acordo de Florença, em 1996, nos termos dos Acordos. O Acordo de Dayton seguiu o Acordo de Washington, assinado no ano anterior, em um esforço coletivo para delinear a geografia do país.
Os Acordos de Dayton têm sido criticados por criarem um sistema de governação política excessivamente complexo na Bósnia e Herzegovina, bem como por consolidarem a limpeza étnica regional.

## Negociações e assinatura
Embora os elementos básicos do Acordo de Dayton tenham sido propostos em negociações internacionais já em 1992, essas negociações foram iniciadas após esforços e acordos de paz anteriores infrutíferos, a Operação Tempestade militar croata de agosto de 1995 e suas consequências, a ofensiva militar do governo contra a República Sérvia, conduzida em paralelo com a Operação Força Deliberada da OTAN. Durante setembro e outubro de 1995, as potências mundiais (especialmente os Estados Unidos e a Rússia), reunidas no Grupo de Contato, pressionaram os líderes das três partes a participar das negociações de paz; Dayton, Ohio, foi finalmente escolhida como local do encontro.
As negociações começaram com uma apresentação dos pontos principais pelos EUA, em uma equipe liderada pelo Conselheiro de Segurança Nacional Anthony Lake, em visitas a Londres, Bona, Paris e outras cidades europeias entre 10 e 14 de agosto de 1995. Entre elas estava Sóchi, para consultar o ministro das Relações Exteriores da Rússia, Andrei Kozyrev. A equipe de Lake passou o bastão para um grupo interagências dos EUA liderado pelo secretário de Estado adjunto Richard Holbrooke, que seguiu para negociar com os líderes dos Balcãs em suas capitais.
A equipe de Holbrooke conduziu cinco rodadas de intensa diplomacia itinerante entre agosto e outubro, incluindo conferências curtas em Genebra e Nova York que resultaram na adoção, pelas partes, de princípios para um acordo em 8 e 26 de setembro, respectivamente.
A conferência de Dayton ocorreu de 1 a 21 de novembro de 1995. Os principais participantes da região foram o presidente da República da Sérvia, Slobodan Milošević (a quem os sérvios da Bósnia haviam anteriormente outorgado poderes para representar seus interesses), o presidente da Croácia, Franjo Tuđman, e o presidente da Bósnia e Herzegovina, Alija Izetbegović, com seu ministro das Relações Exteriores, Muhamed Šaćirbeg.
A conferência de paz foi liderada pelo Secretário de Estado dos EUA, Warren Christopher, e pelo negociador Richard Holbrooke, com dois copresidentes, o Representante Especial da UE, Carl Bildt, e o Primeiro Vice-Ministro dos Negócios Estrangeiros da Rússia, Igor Ivanov. Um participante importante da delegação dos EUA foi o General Wesley Clark. A chefe da equipe do Reino Unido foi Pauline Neville-Jones, diretora política do Ministério das Relações Exteriores e da Comunidade Britânica. O representante militar do Reino Unido foi o coronel Arundell David Leakey. Paul Williams, através do Public International Law & Policy Group (PILPG), atuou como consultor jurídico da delegação do governo bósnio durante as negociações.

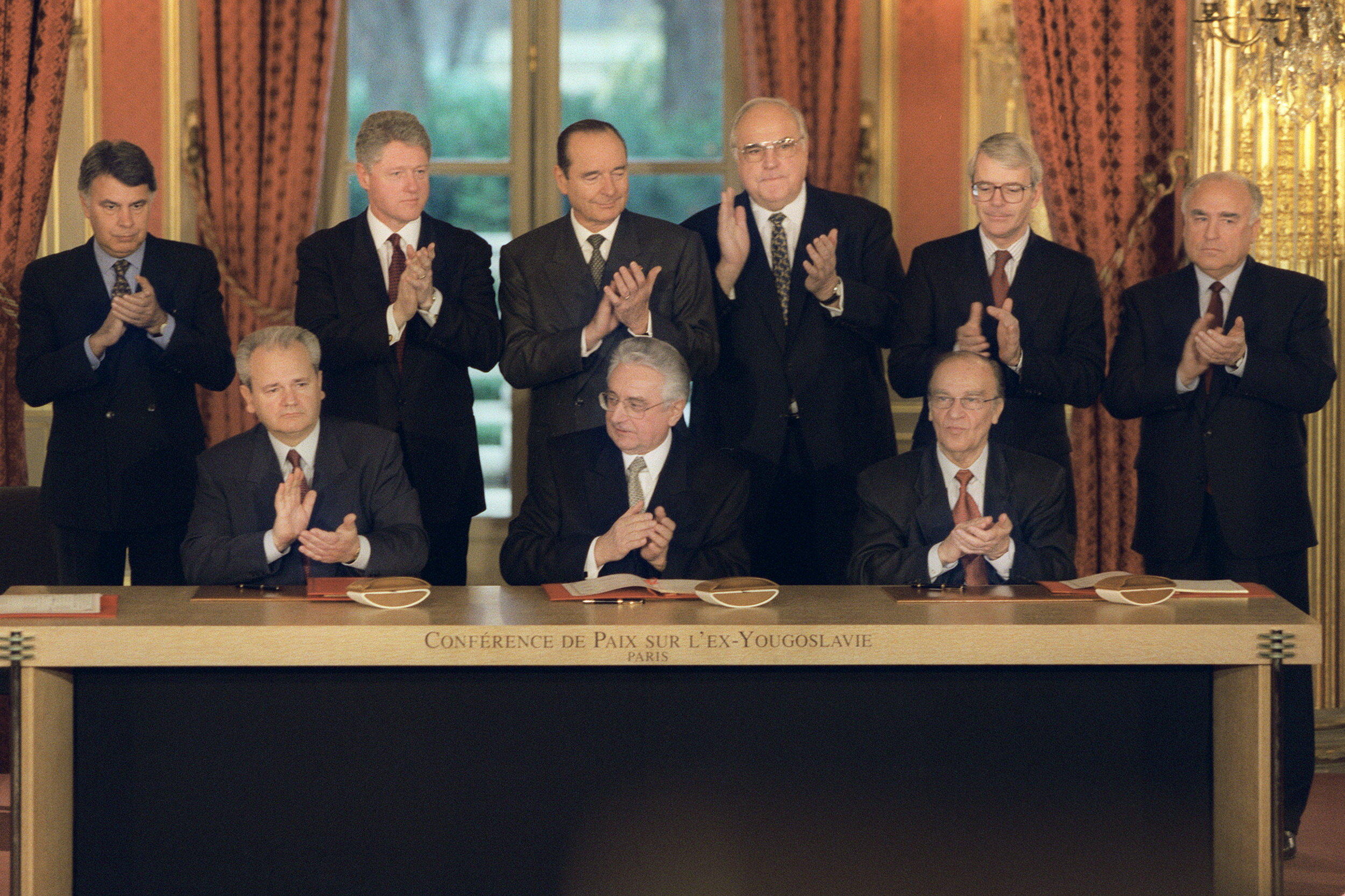
A cerimônia de assinatura do Acordo em Paris

Holbrooke falou da “imensa dificuldade de envolver o governo bósnio em uma negociação séria”.
O local seguro foi escolhido para tirar todas as partes de sua zona de conforto, sem a qual elas teriam pouco incentivo para negociar; para reduzir sua capacidade de negociar através da mídia; e para abrigar com segurança mais de 800 funcionários e atendentes. Restringir a capacidade dos participantes de negociar através da mídia foi uma consideração particularmente importante. Holbrooke queria evitar posturas através de vazamentos antecipados para a imprensa.
Após ter sido rubricado (assinado legalmente) em Dayton, Ohio, em 21 de novembro de 1995, o acordo foi assinado cerimonialmente em Paris, em 14 de dezembro de 1995, na presença do primeiro-ministro espanhol Felipe González, do presidente francês Jacques Chirac, do presidente dos Estados Unidos Bill Clinton, do primeiro-ministro britânico John Major, do chanceler alemão Helmut Kohl e do primeiro-ministro russo Viktor Chernomyrdin.

## Conteúdo
O principal objetivo do acordo é promover a paz e a estabilidade na Bósnia e Herzegovina e apoiar o equilíbrio regional na antiga Iugoslávia e arredores (artigo V, anexo 1-B).
As atuais divisões políticas da Bósnia e Herzegovina e a sua estrutura governamental foram acordadas (Anexo 4). Um elemento fundamental deste acordo foi a delimitação da linha divisória entre as entidades, à qual se referem muitas das tarefas enumeradas nos anexos.
O Estado da Bósnia e Herzegovina é composto pela Federação da Bósnia e Herzegovina e pela República Sérvia. A Bósnia e Herzegovina é um Estado completo, ao contrário de uma confederação; nenhuma entidade ou entidades podem ser separadas da Bósnia e Herzegovina, a menos que seja através de um processo legal. Embora altamente descentralizado nas suas entidades, mantém um governo central, com uma presidência rotativa, um banco central e um tribunal constitucional.
O acordo atribuiu a uma vasta gama de organizações internacionais a tarefa de monitorizar, supervisionar e implementar os diferentes componentes do acordo. A IFOR (Força de Implementação), liderada pela OTAN, foi responsável pela implementação dos aspectos militares do acordo e foi destacada em 20 de dezembro de 1995, substituindo as forças da UNPROFOR. O Gabinete do Alto Representante foi encarregado da implementação civil. A Organização para a Segurança e Cooperação na Europa foi encarregada de organizar as primeiras eleições livres em 1996.

### Decisão do Tribunal Constitucional
Em 13 de outubro de 1997, o Partido da Lei de 1861 da Croácia e o Partido da Lei de 1861 da Bósnia e Herzegovina solicitaram ao Tribunal Constitucional da Bósnia e Herzegovina que anulasse várias decisões e confirmasse uma decisão do Supremo Tribunal da República da Bósnia e Herzegovina e, mais importante ainda, que revisse a constitucionalidade do Acordo-Quadro Geral para a Paz na Bósnia e Herzegovina, uma vez que se alegava que o acordo violava a Constituição da Bósnia e Herzegovina de uma forma que comprometia a integridade do Estado e poderia causar a dissolução da Bósnia e Herzegovina. O Tribunal chegou à conclusão de que não é competente para decidir o litígio relativo às decisões mencionadas, uma vez que os requerentes não eram sujeitos identificados no artigo VI.3 (a) da Constituição como podendo submeter litígios ao Tribunal. O Tribunal também rejeitou o outro pedido:
o Tribunal Constitucional não é competente para avaliar a constitucionalidade do Acordo-Quadro Geral, uma vez que o Tribunal Constitucional foi, de facto, criado ao abrigo da Constituição da Bósnia e Herzegovina com o objetivo de defender esta Constituição... A Constituição da Bósnia e Herzegovina foi adotada como anexo IV do Acordo-Quadro Geral para a Paz na Bósnia e Herzegovina e, consequentemente, não pode haver conflito ou possibilidade de controvérsia entre este Acordo e a Constituição da Bósnia e Herzegovina.
Foi um dos primeiros casos em que o Tribunal teve de se debruçar sobre a questão da natureza jurídica da Constituição. Ao formular a sua observação sob a forma de obiter dictum relativamente ao anexo IV (a Constituição) e ao resto do acordo de paz, o Tribunal "estabeleceu, de facto, a base para a unidade jurídica" de todo o acordo de paz, o que implicava ainda que todos os anexos se encontravam em pé de igualdade hierárquica. Em decisões posteriores, o Tribunal confirmou que, ao utilizar outros anexos do acordo de paz como base direta para a análise, não apenas no contexto da interpretação sistemática do Anexo IV. No entanto, uma vez que o Tribunal rejeitou o pedido apresentado pelos recorrentes, não entrou em pormenores relativamente às questões controversas da legalidade do processo através do qual a nova Constituição (Anexo IV) entrou em vigor e substituiu a anterior Constituição da República da Bósnia e Herzegovina. O Tribunal utilizou o mesmo raciocínio para indeferir uma alegação semelhante num processo posterior.

## Mudanças territoriais

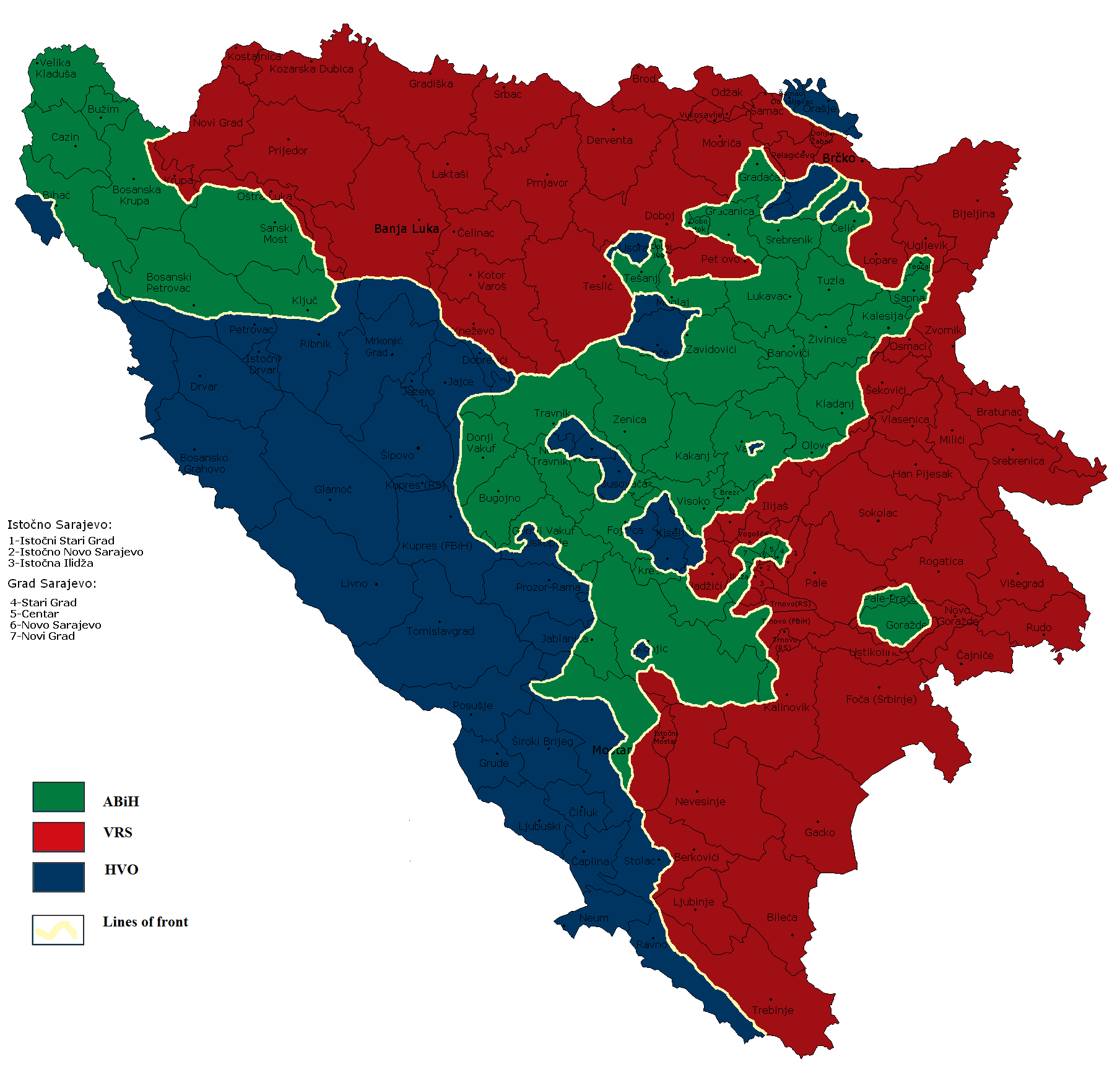
Áreas controladas militarmente pelos bósnios, croatas e sérvios em 1995, antes da assinatura do Acordo de Paz de Dayton

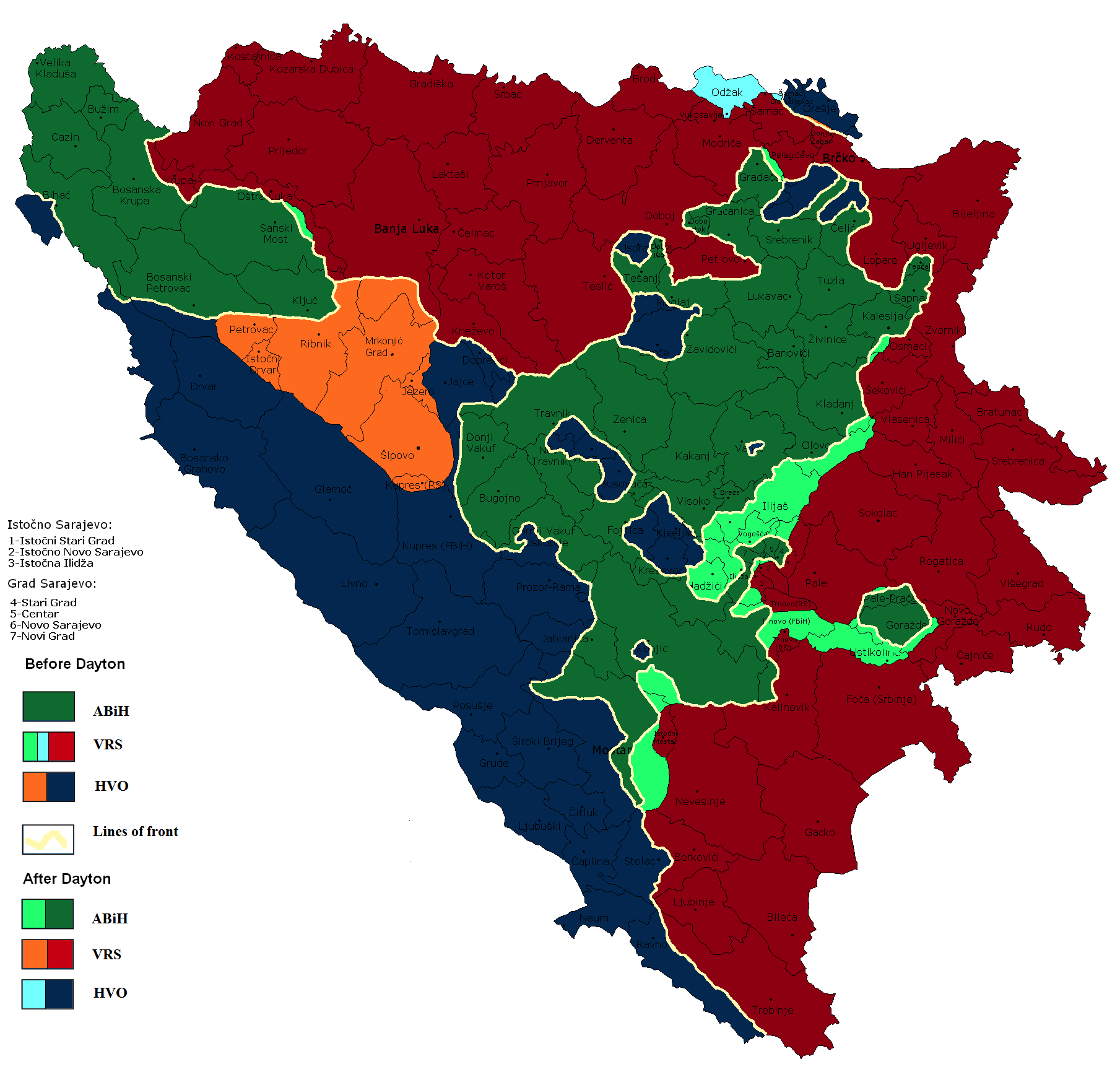
Mudanças territoriais

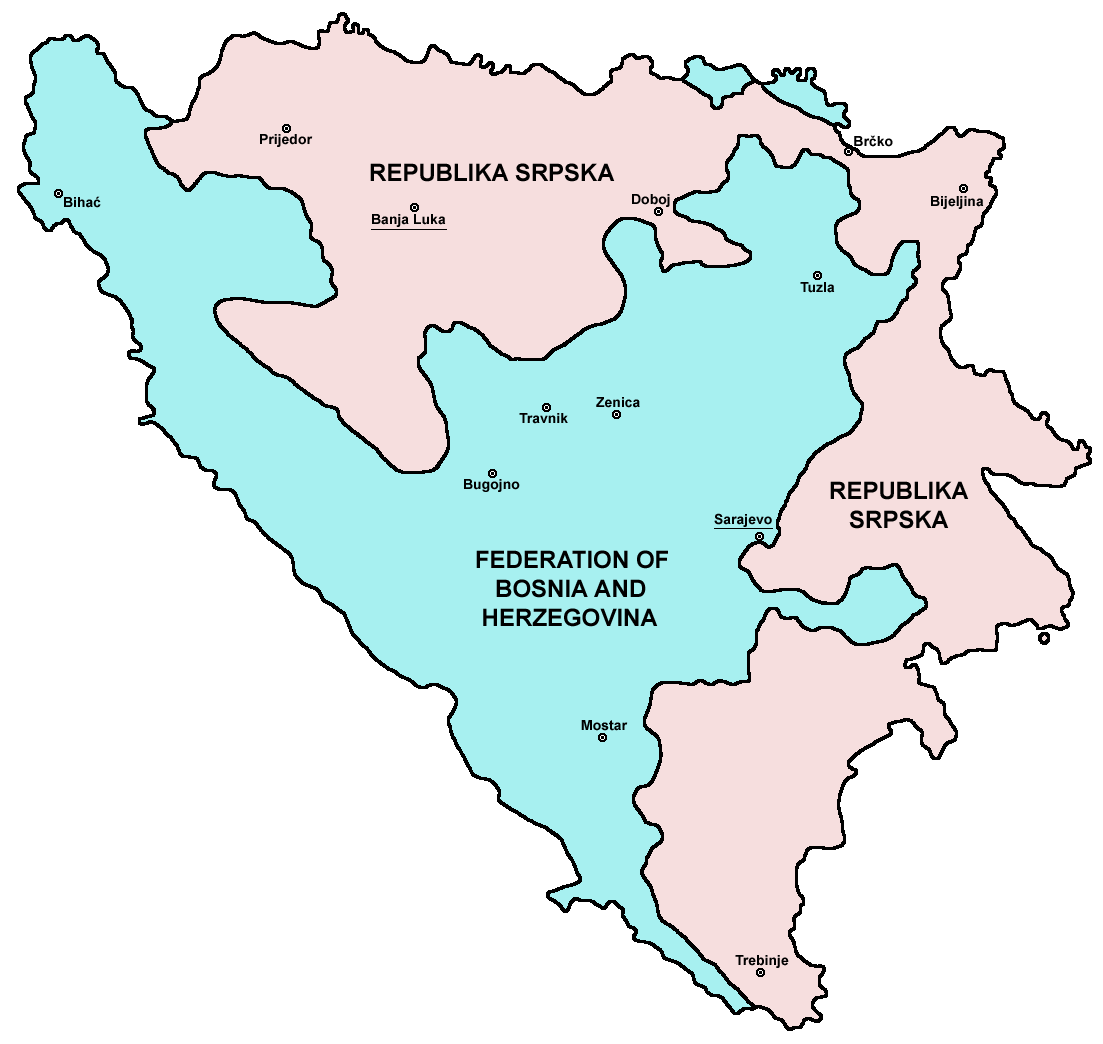
Divisão política da Bósnia-Herzegovina após o Acordo de Dayton

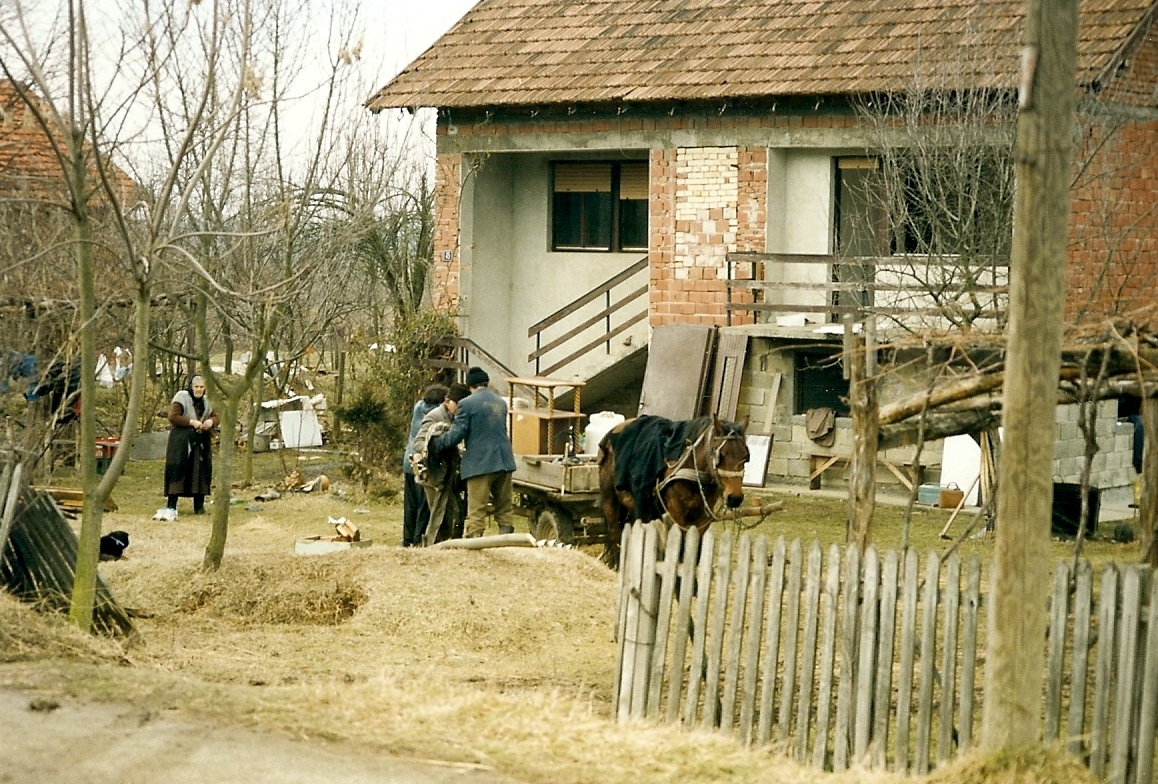
Famílias sérvias abandonando suas casas devido às regulamentações do acordo de Dayton de 1995. Foto tirada perto da cidade de Modriča, no nordeste da Bósnia.

Antes do acordo, os sérvios da Bósnia controlavam cerca de 46% da Bósnia e Herzegovina (23.687 km2), os bósnios 28% (14.505 km2) e os croatas da Bósnia 25% (12.937 km2).
Os sérvios da Bósnia recuperaram grandes extensões de territórios montanhosos (4% dos croatas da Bósnia e algumas pequenas áreas dos bósnios), mas tiveram que entregar Sarajevo e algumas posições vitais no leste da Bósnia/Herzegovina. Sua porcentagem cresceu para 49% (48% excluindo o distrito de Brčko, 24.526 km2).
Os bósnios ficaram com a maior parte de Sarajevo e algumas posições importantes no leste da Bósnia e Herzegovina, enquanto perderam apenas alguns locais no Monte Ozren e no oeste da Bósnia. Sua porcentagem cresceu para 30% e eles melhoraram muito a qualidade da terra. Grandes extensões de terras habitadas antes da guerra por bósnios (e croatas bósnios) permaneceram sob controle sérvio bósnio.
Os croatas da Bósnia devolveram a maior parte (4% do território da Bósnia e Herzegovina) aos sérvios da Bósnia (9% da atual República Sérvia) e também se retiraram de Una-Sana Donji Vakuf (na Bósnia Central) posteriormente. Uma pequena ampliação de Posavina (Odžak e partes de Domaljevac) não alterou o fato de que, após Dayton, os croatas da Bósnia controlavam apenas 21% da Bósnia e Herzegovina (10.640 km2), em comparação com mais de 25% antes de Dayton. Um dos territórios mais importantes dos croatas da Bósnia (Posavina com Bosanski Brod, Bosanski Šamac, Derventa) ficou fora do controle dos croatas da Bósnia.

### Controle da República Sérvia
- Cerca de 89,5% (22.059 km2) estava sob controle dos sérvios da Bósnia
- Cerca de 9% (2.117 km2) dos territórios atuais da República Sérvia estavam sob controle das forças croatas da Bósnia, principalmente nos municípios de Šipovo, Petrovac, Istočni Drvar, Jezero, Kupres (RS) e parte do município de Banja Luka
- Cerca de 1,5% (350 km2) dos territórios atuais da República Sérvia eram controlados pelas forças bósnias, principalmente algumas aldeias em Ozren (Doboj e Petrovo), na Bósnia ocidental (Krupa na Uni e partes de Novi Grad e Oštra Luka).

### Controle da Federação da Bósnia e Herzegovina
- Cerca de 53% (13.955 km2) da Federação da Bósnia e Herzegovina estava sob controle bósnio.
- Cerca de 41% (10.720 km2) da Federação da Bósnia e Herzegovina estava sob controle dos croatas bósnios.
- Cerca de 6% (1.435 km2) estava sob controle dos sérvios bósnios.

#### Cantões
Cantão Herzeg-Bosnio (Cantão 10):
- Estava quase totalmente sob o controle dos croatas da Bósnia (4.924 km2)
- Os bósnios controlavam alguns pontos a leste de Kupres (10 km2)

Cantão de Una-Sana:
- estava quase totalmente sob o controle dos bósnios (3.925 km2)
- Os croatas da Bósnia controlavam algumas passagens nas montanhas nas partes sul dos municípios de Bosanski Petrovac e Bihać (200 km2)

Cantão da Herzegovina Ocidental:
- estava completamente sob controle dos croatas da Bósnia (1.362 km2)

Cantão da Herzegovina-Neretva:
- estava dividido, mais da metade estava sob controle dos croatas da Bósnia (2.525 km2)
- as partes norte e central estavam sob controle bósnio (1.666 km2)
- as montanhas orientais estavam sob controle sérvio-bósnio (210 km2)

Cantão da Bósnia Central:
- estava dividido, pouco mais de um terço estava sob controle croata-bósnio (1.099 km2)
- o restante estava sob controle bósnio (2.090 km2)

Cantão de Zenica-Doboj:
- estava em grande parte sob controle bósnio (2.843 km2)
- havia alguns pequenos enclaves como Žepče e Usora sob controle croata da Bósnia (400 km2)
- as montanhas orientais estavam sob controle sérvio da Bósnia (100 km2)

Cantão de Tuzla:
- estava em grande parte sob controle bósnio (2.544 km2)
- havia algumas aldeias no município de Gradačac sob controle croata-bósnio (5 km2)
- e algumas aldeias nos municípios de Doboj e Gračanica sob controle sérvio-bósnio (100 km2)

Cantão de Posavina:
- estava em grande parte sob controle croata-bósnio (205 km2)
- Os sérvios bósnios controlavam Odžak e partes dos municípios de Domaljevac (120 km2)

Cantão de Podrinje:
- estava maioritariamente sob controlo bósnio (405 km2)
- Os sérvios da Bósnia controlavam as áreas que ligavam o cantão a Sarajevo (100 km2)

Cantão de Sarajevo:
- estava maioritariamente sob controlo sérvio da Bósnia (800 km2)
- enquanto os bósnios controlavam alguns subúrbios a sul e a maior parte da própria cidade (477 km2)

O distrito de Brčko foi dividido entre;
- Os bósnios que controlavam a maior parte do sul (200 km2)
- Os sérvios da Bósnia que controlavam o norte (193 km2)
- Enquanto os croatas da Bósnia que controlavam o resto, parte perto do município de Orašje e dois enclaves no sul do município (100 km2)

## Avaliações
O objetivo imediato do acordo era congelar o confronto militar e impedir que ele se reiniciasse. Por isso, foi definido como uma “construção de necessidade”. O Acordo de Dayton tinha como objetivo permitir que a Bósnia e Herzegovina saísse de uma fase inicial pós-conflito, passando pela reconstrução e consolidação, adotando uma abordagem consociacional de partilha do poder. Acadêmicos como o professor canadense Charles-Philippe David consideram Dayton “o exemplo mais impressionante de resolução de conflitos”. O estudioso americano Howard M. Hensel afirma que “Dayton representa um exemplo de negociação bem-sucedida para a resolução de conflitos”. No entanto, Patrice C. McMahon e Jon Western escrevem que “por mais bem-sucedido que Dayton tenha sido em acabar com a violência, ele também plantou as sementes da instabilidade ao criar um sistema político descentralizado que minou a autoridade do estado”.
O Alto Representante para a Bósnia e Hezergovina Wolfgang Petritsch argumentou em 2006 que Dayton permitiu à comunidade internacional passar “da construção do Estado através de instituições e do reforço das capacidades para a construção da identidade”, colocando a Bósnia e Herzegovina “no caminho para Bruxelas”.
O Acordo de Dayton tem sido alvo de críticas desde a sua criação, incluindo:
- Um sistema governamental complexo – Como parte do acordo de Dayton, a Bósnia foi dividida regionalmente entre duas “entidades” dentro de uma democracia consociacional, que foi estabelecida para garantir a representação política e o poder de todas as partes. Isso pode levar a um governo improdutivo, na medida em que todas as questões importantes ficam paralisadas no governo central, pois cada partido defende prioridades opostas baseadas em políticas étnicas e não em ideais comuns.[23]
- Dependência e controle de atores internacionais – Dayton foi uma visão muito internacional, liderada pelos Estados Unidos, que apoiaram o fim da guerra, mas isso não permitiu que os líderes bósnios negociassem o fim da guerra, não deixando nenhum incentivo no processo de construção da paz posterior e nenhuma área para os líderes discutirem as causas profundas do conflito. Os atores internacionais também desempenharam um papel importante na definição da agenda pós-guerra na Bósnia. A comunidade internacional investe milhões de dólares anualmente na Bósnia e Herzegovina por meio de ONGs. No entanto, isso sufoca o impacto dos atores locais e o desenvolvimento da sociedade civil. Em vez disso, a comunidade internacional deveria investir em atores locais, jovens ativistas e projetos de democratização. O influxo de ONGs e atores internacionais para impulsionar o investimento no país após a guerra também não conseguiu impulsionar a economia, com a Bósnia sofrendo com um fraco crescimento econômico (2% em 2015). A falta de desenvolvimento econômico tem sido atribuída à má coordenação entre os atores internacionais e à falta de consideração pela capacidade local.[24]
- Acabar com a guerra, mas não promover a paz – O objetivo principal de Dayton era acabar com a guerra, mas o acordo era apenas uma medida temporária enquanto um plano de longo prazo era desenvolvido. O Acordo de Dayton foi a 35ª tentativa de cessar-fogo, após 34 outras tentativas fracassadas. Embora Dayton tenha posto fim ao conflito e não tenha havido um ressurgimento da violência, a estabilidade no conflito não permite uma avaliação precisa da paz. Existe uma paz negativa na Bósnia e Herzegovina, o que significa que não há conflitos abertos ou violência. No entanto, não existe uma paz positiva, uma vez que não foram alcançadas as condições que eliminam as causas da violência. Atualmente, ainda existe uma presença militar internacional, a EUFOR Althea, responsável por supervisionar o cumprimento dos aspectos do Acordo de Dayton. O Acordo de Dayton proporcionou a paz ao restabelecer e codificar a divisão. A imposição dessa paz pode ser vista como um destaque das tensões ainda profundamente enraizadas no país, com Dayton cobrindo as fissuras de uma sociedade fragmentada que poderia mergulhar novamente no conflito assim que as forças militares se retirassem.
- Democracia consociativa – O Acordo de Dayton estabeleceu uma democracia consociativa na Bósnia e Herzegovina. Isso significa que cada grupo tem garantida representação e poder. Isso incentivou o fim da Guerra da Bósnia, mas primeiro requer colaboração ou reconciliação para que o governo funcione. A Bósnia e Herzegovina funciona com um presidente composto por três membros. Há um presidente croata, um bósnio e um sérvio. Cotas e regras semelhantes se aplicam aos dois órgãos legislativos.
- Consolidando a etnicidade territorializada - O Acordo foi sustentado por uma definição territorializada de etnicidade que dividiu a Bósnia e Herzegovina em três nações constitutivas e duas entidades distintas com base em identidades étnico-nacionalistas.
- De acordo com os resultados de uma pesquisa de 2020, “em cada um dos três principais grupos étnicos da Bósnia, mais pessoas teriam votado a favor do Acordo de Dayton do que contra”.

De acordo com os resultados de uma pesquisa realizada em 2020, “em cada um dos três principais grupos étnicos da Bósnia, mais pessoas teriam votado a favor do Acordo de Dayton do que contra ele”.

## Desaparecimento da cópia bósnia
Em 13 de fevereiro de 2008, o chefe da Presidência da Bósnia e Herzegovina, Željko Komšić, afirmou que a cópia bósnia do Acordo de Dayton de 1995 havia sido perdida dos arquivos da Presidência. O Alto Representante para a Bósnia e Herzegovina, Miroslav Lajčák, afirmou: “Não sei se a notícia é triste ou engraçada”. Em 16 de novembro de 2009, o Ministério das Relações Exteriores da França entregou uma nova cópia autenticada do Acordo de Dayton à embaixada francesa em Sarajevo. A cópia foi posteriormente transferida para o Ministério das Relações Exteriores da Bósnia e Herzegovina. A cópia roubada em 1995 foi encontrada em 2017 em uma residência particular em Pale, resultando na prisão da pessoa que tentava vendê-la.